# Amme jõgi
Amme jõgi är en flod i Estland. Den är ett 58 km lång och är ett nordligt vänsterbiflöde till Emajõgi och ingår därför i Narvas avrinningsområde. Källan är sjön Kuremaa järv i närheten av Palamuse  i landskapet Jõgevamaa, den passerar sjöarna Kaiavere järv och Elistvere järv innan den mynnar i Emajõgi i närheten av Kärkna kloster i Tartumaa.

### Fotnoter
1. 1 2 3 4 5  ”Keskkonnaregistri avaliku teenuse: Veekogud” (på estniska). Keskkonnaagentuur / Environment Agency. http://register.keskkonnainfo.ee/envreg/main?reg_kood=VEE1040900&mount=view. Läst 30 december 2017.
2. ↑  Amme Jõgi hos Geonames.org (cc-by); post uppdaterad 2012-01-17; databasdump nerladdad 2015-09-05